# Београдски џез трио
Београдски џез трио био је џез трио основан средином прошлог века у Београду, али цењен у целој Југославији. Трио су чинили наши еминенетни музичари: Мима Стефановић - кларинет, Војкан Ђоновић - гитара и Александар Нећак - бас.